# 长隆国际大马戏

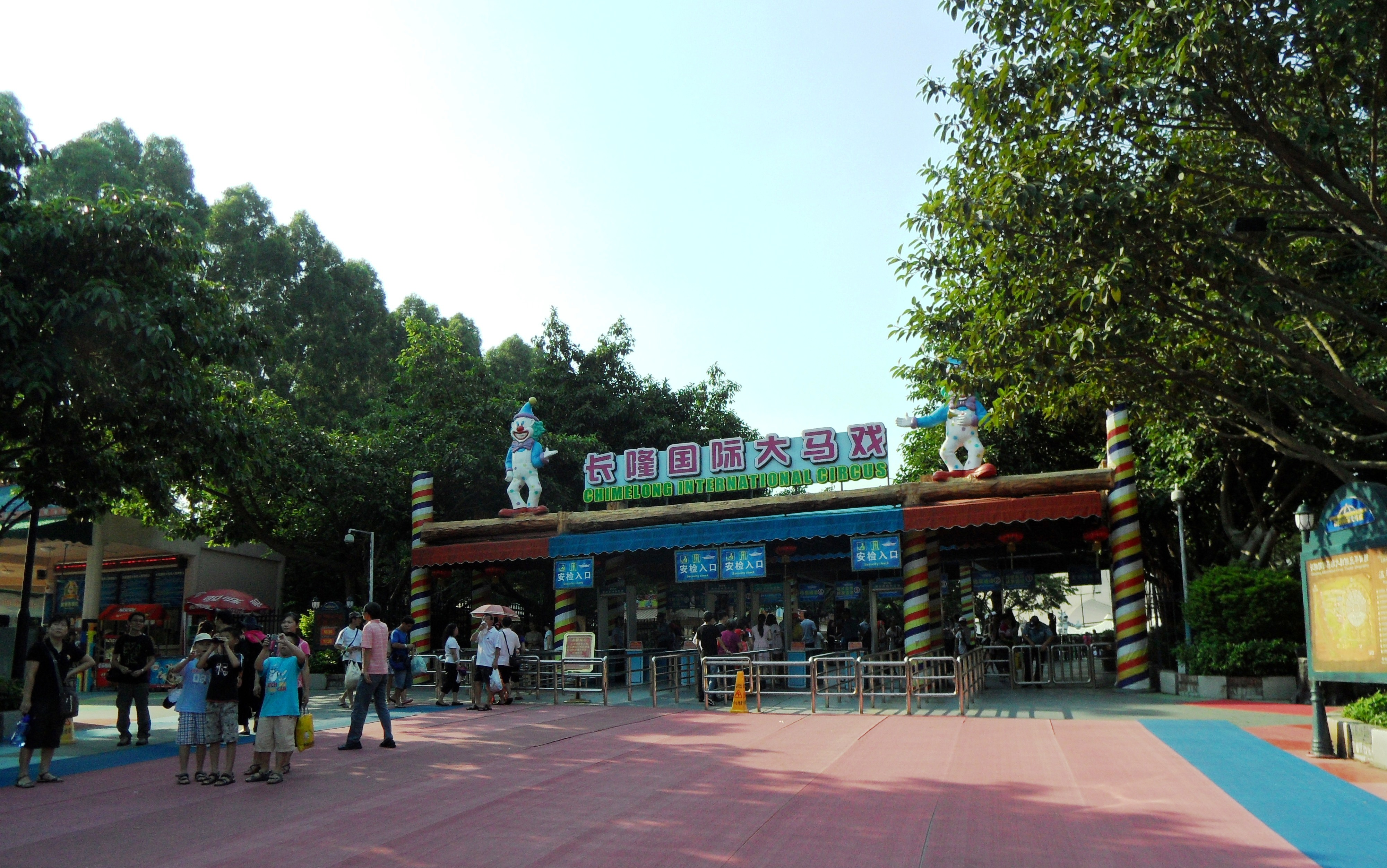
长隆国际大马戏剧场入口

长隆国际大马戏，是中国广州市的一个大型马戏表演场地，位于广州长隆旅游度假区内，是全世界最大的马戏表演场地之一，其舞台最大直径30米，能容纳近7000名观众同时观看。

## 历史
1999年，广州长隆集团董事长苏志刚以“白天看动物，晚上看马戏”的思路，着手筹建“长隆国际大马戏”。2000年，长隆国际大马戏表演场馆建成，并于当年12月28日正式开演，初期以“世界马戏荟萃集锦”为卖点，2003年，邀请导演多丽安娜·桑切斯执导原创马戏《天启》，2005年，邀请俄罗斯“马戏教父”扎巴斯内执导科幻主题马戏《月球侏罗纪》。2010年，推出全球第一台大型情景马戏《魔幻传奇》。2014年，广州长隆国际马戏大剧院获吉尼斯世界纪录认证为“面积最大的永久性马戏建筑” 。2023年4月15日，长隆国际大马戏演出场次突破10000场。2024年，被广州市文化娱乐业协会选为“广州十大演艺场所”。